# تشامب أوت (أورن)
تشامب أوت هي بلدية في أورن في شمال غرب فرنسا.